# Шадринский уезд
Ша́дринский уе́зд — административно-территориальная единица в составе Пермской губернии Российской Империи и Екатеринбургской губернии РСФСР, существовавшая в 1781—1923 годах. Уездный город — Шадринск.

## География
Шадринский уезд располагался на юго-востоке зауральской части Пермской губернии. На востоке граничил с Ялуторовским и Курганским уездами Тобольской губернии, на юге с Челябинским уездом Оренбургской губернии, на западе с Екатеринбургским уездом, на севере с Камышловским уездом Пермской губернии.
Площадь уезда составляла 18 035,6 км² (15 847,1 кв. вёрст или 1 650 792 десятины), из которых 735,78165 км² (646,5 кв. вёрст или 67346 десятин) занято озёрами.
Течением реки Исети уезд был разделен на две различные части: по правую сторону реки (западная и южная полосы) поверхность уезда служит как бы продолжением Челябинского и Екатеринбургского уездов, она — ровная, безлесная, с чернозёмной почвой и покрыта множеством озёр; по левую сторону реки Исети среди чернозёма попадаются песчаные пространства, покрытые хвойными лесами; озёр здесь мало. Леса занимали в Шадринском уезде 14 % всей площади — это был один из малолесистых уездов губернии.
Территория Шадринского уезда принадлежит к бассейну реки Тобол, приток которой, Исеть, протекает по ней на протяжении 139 км (130 вёрст), в последнюю впадают Теча, Барнева, Миасс (принадлежит Шадринскому уезду нижним своим течением) и другие. Озёр — 309, из которых 47 рыбных; наиболее значительные озера: Маян — 151 км² (133 кв. версты), Уелга — 94 км² (83 кв. версты), Адыкуль — 75 км² (66 кв. вёрст), Тышка — 33 км² (29 кв. вёрст) и Коклан — 32 км² (28 кв. вёрст); более четверти всех селений уезда располагалось на берегах озёр.
Климат континентальный, характеризуется частой сменой жары и холода.

## Население

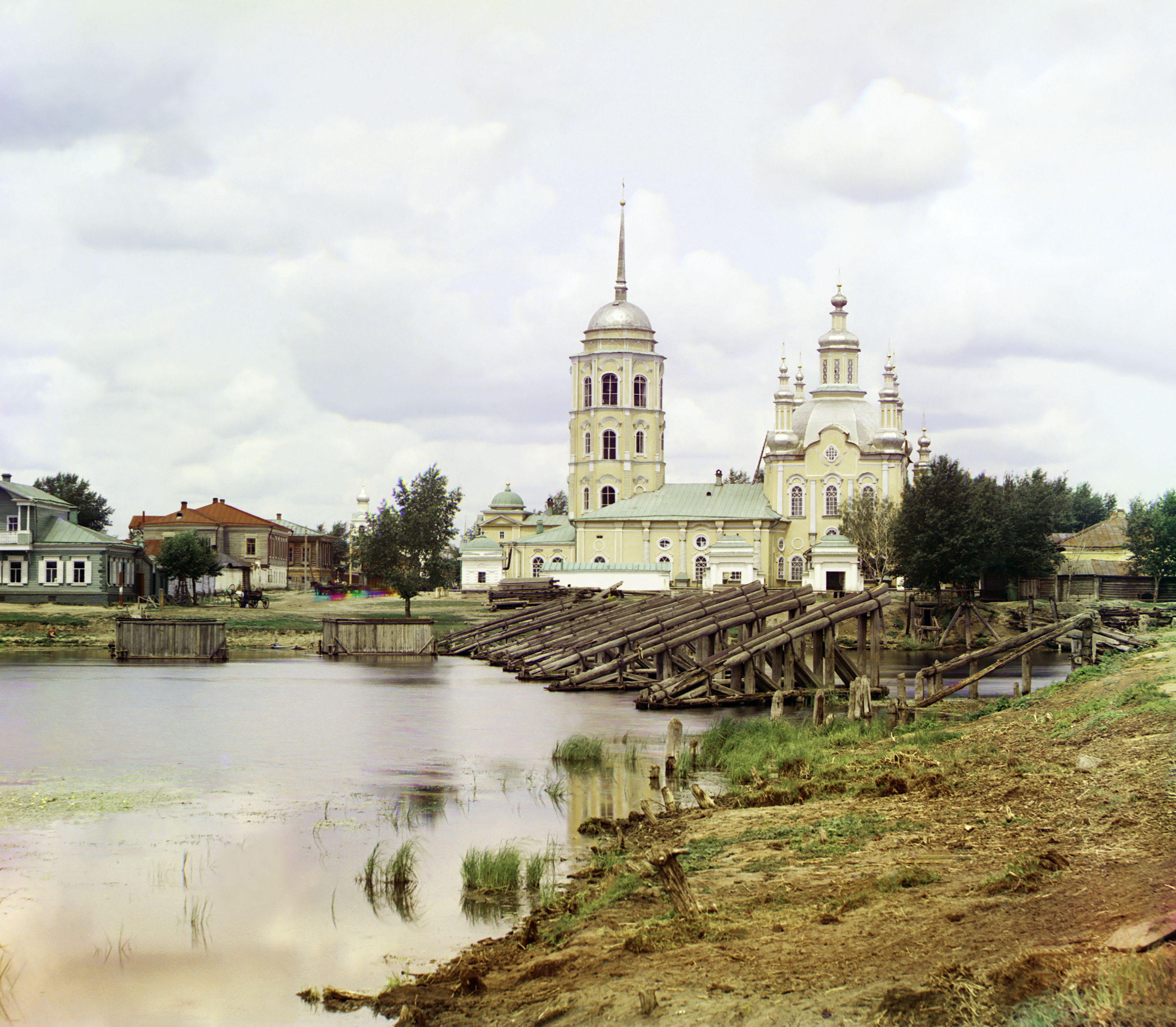
Спасо-Преображенский Собор в Шадринске. Фото С. М. Прокудина-Горского, 1910 г.

Жителей в 1897 году было 319 286 (153 941 мужчина и 165 345 женщин), из них 15 877 в городах Шадринске (11 686) и Далматове (4191) и 303 409 — собственно в уезде. Основная масса населения — русские; другие народы (10 % всего населения) — почти все башкиры. Коренное население — башкиры, русские в основном переселенцы из внутренних губерний России. Мещеряки — припущенники, арендовали землю у башкир, а при Анне Иоанновне получили землю в собственность за неучастие в башкирском восстании.
Православные составляли 85 % населения, старообрядцы — 5 %, мусульмане — 10 %.
Плотность населения уезда составляла 18,5 человек на км² (21 человек на квадратную версту). Гуще его в Пермской губернии был населен только Оханский уезд (21,5 жителя на кв. вёрсту). 2 города и 420 других населённых пунктов. Много людных селений, имеющих свыше 2 тысячи жителей.

## История
Уезд образован 27 января 1781 года в составе Екатеринбургской области Пермского наместничества. С 12 декабря 1796 года в составе Пермской губернии, в уезд также была включена территория упразднённого Далматовского уезда. 
20 марта 1919 года из Шадринского уезда в Аргаяшский кантон новообразованной Автономной Башкирской ССР были переданы Аминьевская, Байбускаровская, Башкиро-Теченская, Буринская, Кунакбаевская, Кунашакская, Тюляковская и Усть-Багарякская волости.
15 июля 1919 года уезд выделен из состава Пермской губернии во вновь образованную Екатеринбургскую губернию.
3 ноября 1923 года уезд был ликвидирован, его территория вошла в состав Шадринского округа Уральской области.

## Административное деление
В 1913 году в состав уезда входило 49 волостей:
| - Аминевская, - Бакланская, - Барневская — с. Барневское, - Басмановская, - Батуринская, - Бродоколмакская, - Бугаевская, - Буринская, - Буткинская, - Беликульская, - Белоярская, - Верхтеченская, - Водениковская, - Вознесенская, - Галкинская, - Далматовская — г. Далматов, - Замараевская, | - Иванищевская, - Канашская, - Каргапольская, - Кизылбаевская, - Кондинская — с. Кондинское, - Красномыльская, - Крестовская — д. Крестовское, - Кривская, - Крутихинская, - Макаровская, - Макарьевская, - Мехонская, - Николаевская, - Ново-Петропавловская, - Ольховская, - Осиновская, - Першинская, | - Песковская, - Песчанская, - Петропавловская, - Смолинская, - Сугоякская, - Сухринская, - Теченско-Башкирская — д. Мюслюмова - Теченско-Русская — с. Теченское - Тюляковская, - Уксянская — с. Уксянское, - Усть-Багарякская — д. Нижняя, - Усть-Карабольская, - Усть-Миасская - Широковская, - Яутлинская. |

## Экономика
Земли уезда принадлежали: крестьянам в наделе — 13 021,67 км² (1 191 871 десятина), частным собственникам — 63,15 км² (5 780 десятин), казне — 4 074,70 км² (372 957 десятин), различным учреждениям — 91,59 км² (8 383 десятины); всего 17 251,11 км² (1 578 991 десятина). По угодьям (земские данные) земли Шадринского уезда распределяются так: усадебных — 231,35 км² (21 175 десятин), пахотных — 5 703,04 км² (521 999 десятин), лугов и сенокосов — 2 523,96 км² (231 018 десятин), лесов — 2 584,17 км² (236 529 десятин), прочих удобных земель не обрабатываемых — 4 004,47 км² (366 528 десятин), всего удобных — 15 047,00 км² (1 377 249 десятин); остальные — неудобные. Пашня почти вся принадлежит крестьянам, большая часть лесов — казне. Шадринский уезд, благодаря хорошей почве, принадлежит к земледельческим местностям Пермской губернии. Главнейшие культивируемые в уезде хлеба — яровая пшеница и овёс, затем озимая и яровая рожь; в среднем собирается пшеницы около 163,8 тыс. тонн (10 млн. пудов), овса — свыше 81,9 тыс. т. (5 млн пудов), ржи — до 16,4 тыс. т. (1 млн пудов). Избыток хлеба частью перерабатывается на винокуренном заводе в Шадринске, но большей частью вывозится за пределы уезда в зерне. Вследствие отсутствия удобрения, почвенные богатства Шадринского уезда истощались; в нём произошёл ряд неурожаев, сильно подорвавших крестьянское хозяйство. В 1899 году лошадей было 154 057, крупного рогатого скота 1 215 101 голова, овец 1 319 825, коз 22 368, свиней 220 015. Жители приозёрных селений занимаются рыболовством.
Наиболее развиты были кустарные промыслы:
- пимокатный (валяльный) — изготавливали до 75 тысяч пар пимов в год на сумму до 70 тыс. руб.
- кожевенный — был развит в селе Иванищенском и Канашинском, где существовало до 70 кожевенных заведений
- чеботарный — изготавливали до 90 тысяч пар крестьянской обуви в год на сумму до 60 тыс. руб.
- производство половиков — изготавливали до 240 тыс. аршин в год на сумму до 12 тыс. руб.[2]

Из фабрик и заводов более значительны мукомольни. Торговля развита, особенно ярмарочная; всего значительнее Крестовско-Ивановская ярмарка в селе Крестовском (в 27 верстах от города Шадринска), на которую в 1900 году привезено было товаров (меха, чай, мануфактура и др.) на 3 712 000 руб., продано на 3 209 000 руб.; во время ярмарки (1 июля — 1 сентября) в селе Ивановском открывались отделения государственного банка и почтово-телеграфная контора; довольно бойкие ярмарки бывали в заштатном городе Далматове.

## Местное самоуправление
Земских больниц 5 (2 в городах); врачей на земской службе 10. Школ начальных 89, из них 2 министерства народного просвещения (1 для иностранцев), 61 земских (4 для иностранцев-христиан) и 26 церковно-приходских. Бюджет уездного земства за 1900 год: доходы — 308 637 руб., расходы — 312 167 руб., в числе последних на земское управление — 19 710 руб., на народное образование — 77 817 руб., на медицину — 81 289 руб.